# Ràdio Nacional d'Andorra
Ràdio Nacional d'Andorra, ook wel kortweg Ràdio Andorra genoemd, is de publieke radiozender van het prinsdom Andorra en behoort toe aan de groep Ràdio i Televisió d'Andorra. De huidige zender is gestart in december 1990 en zendt in het gehele prinsdom uit in het Catalaans. De studio's bevinden zich in Baixada del Molì, deel van de parochie van Andorra la Vella.

## Geschiedenis
Vanaf 1939 had het prinsdom een eigen commerciële radiozender, Radio Andorra. De zender koos tijdens de oorlog geen partij voor de nazi's of de geallieerden, wat de zender door de Franse autoriteiten niet in dank werd afgenomen. Tot lang na de oorlog stond het radiostation op gespannen voet met de Franse overheid, wat de Andorrese overheid de nodige problemen opleverde met de noorderbuur. In 1981 werd de concessie van Radio Andorra niet verlengd.
Pas in 1990 zou er opnieuw een Andorrese zender te horen zijn, Ràdio Nacional d'Andorra, nadat in 1989 de regering besloot dat een eigen radiozender onontbeerlijk was.

## Programmering
Ràdio Nacional d'Andorra biedt een algemene programmering, gericht op actualiteiten, vermaak en muziek.

### Catalaans
Het programma Estira la llengua! ('laat je tong zien!'), dat wordt uitgezonden op de maandagavond, probeert op informele wijze het nieuws, erfgoed en eigenaardigheden van de Catalaanse taal te verspreiden. Het programma wordt uitgezonden op meer dan 20 zenders verspreid over alle Catalaanse landen, van de de regio Valencia tot Mallorca en van Catalonië zelf tot Alghero op Sardinië.